# Toxocarpus lineatus
Toxocarpus lineatus är en oleanderväxtart som först beskrevs av Bi., och fick sitt nu gällande namn av Jacob Gijsbert Boerlage. Toxocarpus lineatus ingår i släktet Toxocarpus och familjen oleanderväxter. Inga underarter finns listade i Catalogue of Life.